# Dichocrocis liparalis
Dichocrocis liparalis là một loài bướm đêm trong họ Crambidae.